# Josèp d'Arbaud
Josèp d'Arbaud, Jóusè d'Arbaud na norma mistralenca, e Joseph d'Arbaud segundo o estado civil francês (Meyrargues, 4 de outubro de 1874 — Aix-en-Provence, 2 de março de 1950) foi um poeta francês de língua occitana provençal.

## Biografia
De família abastada, Josèp d'Arbaud nasceu em 1874 numa propriedade familiar em Meyrargues. O seu pai era Felip d'Arbaud e sua mãe era Maria Loïsa Valèra Martin, uma poetisa que escreveu poemas como Lis amoras de ribas, sobre a sua paixão pela língua occitânica. Aos dez anos, estudou com jesuítas em Avinhão e estudou direito em Aix-en-Provence. Após viver com outros escritores como Joaquim Gasquet, Josèp passou a morar na Camarga, onde tornou-se um manadièr (ganadeiro), como o seu primo Folco de Baroncelli-Javon, alguns anos antes. Foi sócio da Nacion Gardiana e foi feito Majorau (superior) do Felibritge em 1918. Entre 1935 e 1936, foi eleito capitão da Confraria de Guardiães.
A sua obra mais importante é o romance La bèstia dau Vacarés (A Besta de Vaccarès).

## Obras
- Lou lausié d'Arle/Lo lausier d'Arle, poemas, 1906 (Grande Prémio dos Jogos Florais Septenários do Félibrige).
- La vesioun de l'uba/La vesion de l'ubac, poema.
- Li rampau d'aran/Lei rampaums d'aram, poemas.
- Nouvè gardian/Novè gardian, com as pinturas de Léo Lelée, Soucieta d'Edicioun Le Feu, Aix-en-Provence, 1923
- La caraco/La caraca, contos, Le Feu, 1926.
- La Bèstio dóu Vacarés/La Bèstia dau Vacarés, Grasset & Fasquelle, 1926.
- La sauvagin/La sauvatgina, contos, 1929.
- La coumbo/La comba, poema.

Homenagens póstumas
- Li Cant palustre, poemas escritos em 1901, Horizons De France, 1951.
- Espelisoun de l'Autounado, poema, Baile-Verd (Max-Philippe Delavouët), 1950.
- L'Antifo, conto, Imp. Mistral, Cavaillon, 1967.
- Obro Pouëtico, poema, Imp. Mistral, 1974.
- Jaquet lou Gaiard, contos publicados por Pierre Fabre, Maintenance de Provence du Félibrige, 2000.